# Tristachya nodiglumis
Tristachya nodiglumis là một loài thực vật có hoa trong họ Hòa thảo. Loài này được K.Schum. miêu tả khoa học đầu tiên năm 1897.